# Beanie Wells
Pour les articles homonymes, voir Chris Wells et Wells.
(en) Statistiques sur pro-football-reference
Chris « Beanie » Wells, né le 7 août 1988 à Akron (Ohio), est un joueur américain de football américain évoluant au poste de running back.
Étudiant à l'Université de l'État de l'Ohio, il joua pour les Ohio State Buckeyes. En 2006, il remporta le Pete Dawkins Trophy.
Il fut drafté en 2009 à la 31e place (premier tour) par les Cardinals de l'Arizona. Il y disputera la place de running back titulaire avec Tim Hightower.